# Takashi Okamura
Pour les articles homonymes, voir Okamura.
Pour le photographe japonais né en 1927, voir Takashi Okamura (photographe).
Takashi Okamura (岡村隆史, Okamura Takashi, né le 3 juillet 1970 dans l'arrondissement Higashiyodogawa-ku d'Osaka) est un acteur japonais, humoriste et animateur de radio et télévision, membre « boke » (comique) du populaire duo owarai Ninety Nine créé en 1990 aux côtés de Hiroyuki Yabe. Il coanime avec lui des émissions de télévision et de radio, dont les populaires Asayan de 1995 à 2002, Mecha-Mecha Iketeru! depuis 1996, et All Night Nippon les jeudis depuis 1994 (Ninety Nine no All Night Nippon). Takashi Okamura a aussi joué seul dans une quinzaine de films depuis 1995.
Ses propros dans une émission radio sur les avantages de la crise du covid-19 au Japon où il se réjouit que de « jolies jeunes femmes » devront se faire de l'argent facilement en travaillant comme hôtesses (autrement dit en se prostituant) suscitent l'indigation et le poussent à s'excuser,